# 斯坦尼斯拉夫·卢斯克
斯坦尼斯拉夫·卢斯克（捷克語：Stanislav Lusk，1931年11月12日—1987年5月6日），捷克男子赛艇运动员。他曾代表捷克斯洛伐克参加1952年、1956年和1960年夏季奥林匹克运动会赛艇比赛，获得一枚金牌和一枚铜牌。